# Экстрём, Юханна
Юханна Ульрика Экстрём (швед. Johanna Ulrika Ekström, 9 мая 1970, Хедвиг-Элеонора, Стокгольм — 13 апреля 2022, Stockholms Maria Magdalena, Стокгольм) — шведская писательница и художница.
Экстрём дебютировала в 1993 году со сборником стихов под названием «Скиффер», а в следующем году у неё состоялась первая выставка в Galleri Charlotte Lund в Стокгольме. Экстрём опубликовала дюжину сборников стихов и рассказов, а также романов.

## Биография
Экстрём выросла в Стокгольме, дочь писателей Пера Вестберга и Маргареты Экстрём.
Она дебютировала в писательстве в 1993 году со сборником стихов «Скиффер» («Сланец») и продолжала публиковать стихи в 1990-е годы. На рубеже тысячелетий в 2000 году она начала писать рассказы, романы и дневниковые записи. Её первый сборник рассказов «Что я знаю о силе» вышел в 2000 году. Её первым опубликованным романом была «Прощальная эстафета» (2004), за которым последовал сборник рассказов «Смотри, она ползёт». Экстрём обрела известность как писательница благодаря своим автобиографическим произведениям. В автобиографическом романе «Если ты останешься на солнце» (2012) описывается взросление в буржуазном и интеллектуальном доме на Юргордене. Её предыдущие дневники были опубликованы в 2016 году под названием «Дневник 1996–2002». Её последняя книга «Приговоры 2000 года» описывает отношения с её матерью после того, как мать с трудом говорила из-за инсульта в 1990-х годах.
Как художник Юханна Экстрём провела свою первую выставку в Galleri Charlotte Lund в 1994 году. Её работа как визуального художника была тесно связана с её поэзией. В 2012 году у неё была первая выставка в галерее Бьёркхольмен. Она также выставлялась в Художественном музее Гётеборга и Färgfabriken на Liljeholmen.

## Личная жизнь
Какое-то время она жила с писателем Томасом Лаппалайненом и родила от него дочь.
Экстрём умерла от рака 13 апреля 2022 года в возрасте 51 года.